# Riverton (Wyoming)
Pour les articles homonymes, voir Riverton.
La ville américaine de Riverton (en arapaho : Hóóxonó'oo) est située dans le comté de Fremont, dans l'État du Wyoming. Lors du recensement de 2010, sa population s’élevait à 10 615 habitants.

## Démographie
| Groupe                           | Riverton | Wyoming | États-Unis |
| -------------------------------- | -------- | ------- | ---------- |
| Blancs                           | 83,5     | 90,7    | 72,4       |
| Amérindiens                      | 10,4     | 2,4     | 0,9        |
| Métis                            | 3,5      | 2,2     | 2,9        |
| Autres                           | 1,9      | 3,1     | 6,4        |
| Afro-Américains                  | 0,5      | 0,8     | 12,6       |
| Asiatiques                       | 0,3      | 0,8     | 4,8        |
| Total                            | 100      | 100     | 100        |
| Hispaniques et Latino-Américains | 9,0      | 5,9     | 16,7       |

Selon l'American Community Survey, pour la période 2011-2015, 93,72 % de la population âgée de plus de 5 ans déclare parler l'anglais à la maison, 3,72 % déclare parler l'espagnol, 1,70 % l'arapaho et 0,86 % une autre langue.